# Лез-Ольєр
Лез-Ольє́р (фр. Les Ollières) — колишній муніципалітет у Франції, у регіоні Овернь-Рона-Альпи, департамент Верхня Савоя. Населення — 840 осіб (2011).
Муніципалітет був розташований на відстані близько 430 км на південний схід від Парижа, 110 км на схід від Ліона, 9 км на північний схід від Ансі.

## Історія
До 2015 року муніципалітет перебував у складі регіону Рона-Альпи. Від 1 січня 2016 року належав до нового об'єднаного регіону Овернь-Рона-Альпи.
1 січня 2017 року Лез-Ольєр, Ав'єрно, Евір, Сен-Мартен-Бельвю i Торан-Гльєр було об'єднано в новий муніципалітет Фійєр.

## Демографія
Динаміка населення (INSEE ):
Розподіл населення за віком та статтю (2006):
| Стать | Всього | До 15 років | 15-24 | 25-44 | 45-64 | 65-85 | Понад 85 |
| --- | ------ | ----------- | ----- | ----- | ----- | ----- | -------- |
| Чоловіки | 402    | 78          | 47    | 101   | 125   | 43    | 8        |
| Жінки | 389    | 78          | 36    | 98    | 102   | 71    | 4        |
| \| Статево-вікова піраміда \| Статево-вікова піраміда \| Статево-вікова піраміда \| \| ----------------------- \| ----------------------- \| ----------------------- \| \| Чоловіки \| Вік \| Жінки \| \| 8 \| 85 + \| 4 \| \| 4 \| 80-84 \| 20 \| \| 12 \| 75-79 \| 12 \| \| 4 \| 70-74 \| 16 \| \| 23 \| 65-69 \| 23 \| \| 35 \| 60-64 \| 35 \| \| 43 \| 55-59 \| 20 \| \| 20 \| 50-54 \| 31 \| \| 27 \| 45-49 \| 16 \| \| 31 \| 40-44 \| 31 \| \| 20 \| 35-39 \| 20 \| \| 23 \| 30-34 \| 27 \| \| 27 \| 25-29 \| 20 \| \| 12 \| 20-24 \| 20 \| \| 35 \| 15-20 \| 16 \| \| 20 \| 10-14 \| 20 \| \| 31 \| 5-9 \| 35 \| \| 27 \| 0-4 \| 23 \| |        |             |       |       |       |       |          |
| Статево-вікова піраміда |        |             |       |       |       |       |          |
| Чоловіки | Вік    | Жінки       |       |       |       |       |          |
| 8 | 85 +   | 4           |       |       |       |       |          |
| 4 | 80-84  | 20          |       |       |       |       |          |
| 12 | 75-79  | 12          |       |       |       |       |          |
| 4 | 70-74  | 16          |       |       |       |       |          |
| 23 | 65-69  | 23          |       |       |       |       |          |
| 35 | 60-64  | 35          |       |       |       |       |          |
| 43 | 55-59  | 20          |       |       |       |       |          |
| 20 | 50-54  | 31          |       |       |       |       |          |
| 27 | 45-49  | 16          |       |       |       |       |          |
| 31 | 40-44  | 31          |       |       |       |       |          |
| 20 | 35-39  | 20          |       |       |       |       |          |
| 23 | 30-34  | 27          |       |       |       |       |          |
| 27 | 25-29  | 20          |       |       |       |       |          |
| 12 | 20-24  | 20          |       |       |       |       |          |
| 35 | 15-20  | 16          |       |       |       |       |          |
| 20 | 10-14  | 20          |       |       |       |       |          |
| 31 | 5-9    | 35          |       |       |       |       |          |
| 27 | 0-4    | 23          |       |       |       |       |          |

## Економіка
2010 року серед 553 осіб працездатного віку (15—64 років) 399 були активними, 154 — неактивними (показник активності 72,2%, у 1999 році було 74,1%). З 399 активних мешканців працювало 385 осіб (209 чоловіків та 176 жінок), безробітними було 14 (4 чоловіки та 10 жінок). Серед 154 неактивних 47 осіб було учнями чи студентами, 71 — пенсіонерами, 36 були неактивними з інших причин.

У 2010 році в муніципалітеті числилось 325 оподаткованих домогосподарств, у яких проживали 859,0 особи, медіана доходів виносила 24 529 євро на одного особоспоживача